# Bettina Stark-Watzinger
Bettina Stark-Watzinger (ur. 12 maja 1968 we Frankfurcie nad Menem) – niemiecka polityk, działaczka Wolnej Partii Demokratycznej (FDP), posłanka do Bundestagu (2017–2025), w latach 2021–2024 minister edukacji i badań naukowych.

## Życiorys
W latach 1989–1993 studiowała ekonomię na Uniwersytecie Johannesa Gutenberga w Moguncji oraz na Uniwersytecie Johanna Wolfganga Goethego we Frankfurcie nad Menem. Odbyła następnie staż zawodowy w BHF Banku, w którym pracowała do 1997. Później do 2006 mieszkała w Wielkiej Brytanii, przez część tego okresu nie pracowała zawodowo, zajmując się rodziną. Podczas pobytu w Londynie kształciła się też w zakresie psychologii. W latach 2006–2008 zajmowała stanowisko menedżerskie w European Business School w Oestrich-Winkel. Od 2008 pełniła funkcję dyrektora centrum badawczego na frankfurckim uniwersytecie (działającego pod nazwą LOEWE-Zentrum i następnie LOEWE-Zentrum SAFE).
W 2004 dołączyła do Wolnej Partii Demokratycznej. Była wiceprzewodniczącą i sekretarzem generalnym partii w Hesji, a w 2021 stanęła na czele krajowych struktur FDP. W wyniku wyborów w 2017 po raz pierwszy zasiadła w Bundestagu. W 2021 z powodzeniem ubiegała się o poselską reelekcję.
W grudniu 2021 w nowo utworzonym rządzie Olafa Scholza objęła stanowisko ministra edukacji i badań naukowych. Urząd ten sprawowała do listopada 2024, została wówczas odwołana wraz z innymi przedstawicielami FDP.